# Megophrys parva
Espèce
Synonymes
- Xenophrys monticola Günther, 1864
- Leptobrachium parvum Boulenger, 1893
- Xenophrys parva (Boulenger, 1893)

Statut de conservation UICN

 LC  : Préoccupation mineure
Megophrys parva est une espèce d'amphibiens de la famille des Megophryidae.

## Répartition
Cette espèce est endémique du Sud-Est de l'Asie. Elle se rencontre :
- en Birmanie ;
- en Thaïlande ;
- au Bangladesh ;
- au Népal ;
- dans le nord du Viêt Nam ;
- dans le nord du Laos ;
- en République populaire de Chine dans les provinces du Yunnan et du Guangxi et au Tibet ;
- en Inde dans les États d'Assam, du Manipur et du Sikkim ;
- au Bhoutan.

## Publications originales
- Boulenger, 1893 : Concluding report on the reptiles and batrachians obtained in Burma by Signor L. Fea, dealing with the collection made in Pegu and the Karin Hills in 1887–88. Annali del Museo Civico di Storia Naturale di Genova, sér. 2, vol. 13, p. 304–347 (texte intégral).
- Günther, 1864 : The reptiles of British India, p. 1-452 (texte intégral).